# Vern-sur-Seiche
Vern-sur-Seiche är en kommun i departementet Ille-et-Vilaine i regionen Bretagne i nordvästra Frankrike. Kommunen ligger i kantonen Rennes-Sud-Est som tillhör arrondissementet Rennes. År 2022 hade Vern-sur-Seiche 8 272 invånare.

## Befolkningsutveckling
Antalet invånare i kommunen Vern-sur-Seiche
Referens:INSEE